# Шательно
Шательно́ (фр. Châtellenot) — коммуна во Франции, находится в регионе Бургундия. Департамент коммуны — Кот-д’Ор. Входит в состав кантона Пуйи-ан-Осуа. Округ коммуны — Бон.
Код INSEE коммуны — 21153.

## Население
Население коммуны на 2010 год составляло 144 человека.
| 1962 | 1968 | 1975 | 1982 | 1990 | 1999 | 2010 |
| ---- | ---- | ---- | ---- | ---- | ---- | ---- |
| 167  | 163  | 158  | 144  | 148  | 158  | 144  |

## Экономика
В 2010 году среди 83 человек трудоспособного возраста (15—64 лет) 72 были экономически активными, 11 — неактивными (показатель активности — 86,7 %, в 1999 году было 70,2 %). Из 72 активных жителей работали 67 человек (38 мужчин и 29 женщин), безработных было 5 (4 мужчины и 1 женщина). Среди 11 неактивных 3 человека были учениками или студентами, 3 — пенсионерами, 5 были неактивными по другим причинам.